# Lucas Cranach le Jeune
Lucas Cranach le Jeune est un artiste peintre et graveur de la Renaissance artistique allemande, né à Wittemberg (électorat de Saxe) le 4 octobre 1515 et mort à Wittemberg (électorat de Saxe) en 1586.

## Biographie
Fils de Lucas Cranach l'Ancien, il soutient l'activité de son père et de l'atelier familial à partir de 1525. Son style est si proche de celui de ce dernier qu'il est difficile de distinguer nettement les deux œuvres l'une de l'autre, en particulier à partir des années 1530 et de la mort de son frère Hans en 1537. En 1540, il se marie avec Barbara Brück, la fille de Gregor von Brück (chancelier de l'électeur de Saxe Frédéric le Sage), puis, veuf, se remarie avec Magdalene Schurff, nièce de Philippe Melanchthon (un humaniste réputé). En 1550, à la captivité de son père, il prend la tête de l'atelier, et à la mort de celui-ci en 1553, en devient le propriétaire.
De 1549 à 1568, il sert le conseil municipal de Wittemberg, occupant successivement les postes de chancelier puis de bourgmestre. Les commandes des princes de Saxe lui assurent la prospérité, jusqu'à sa mort, en 1586.

## Galerie

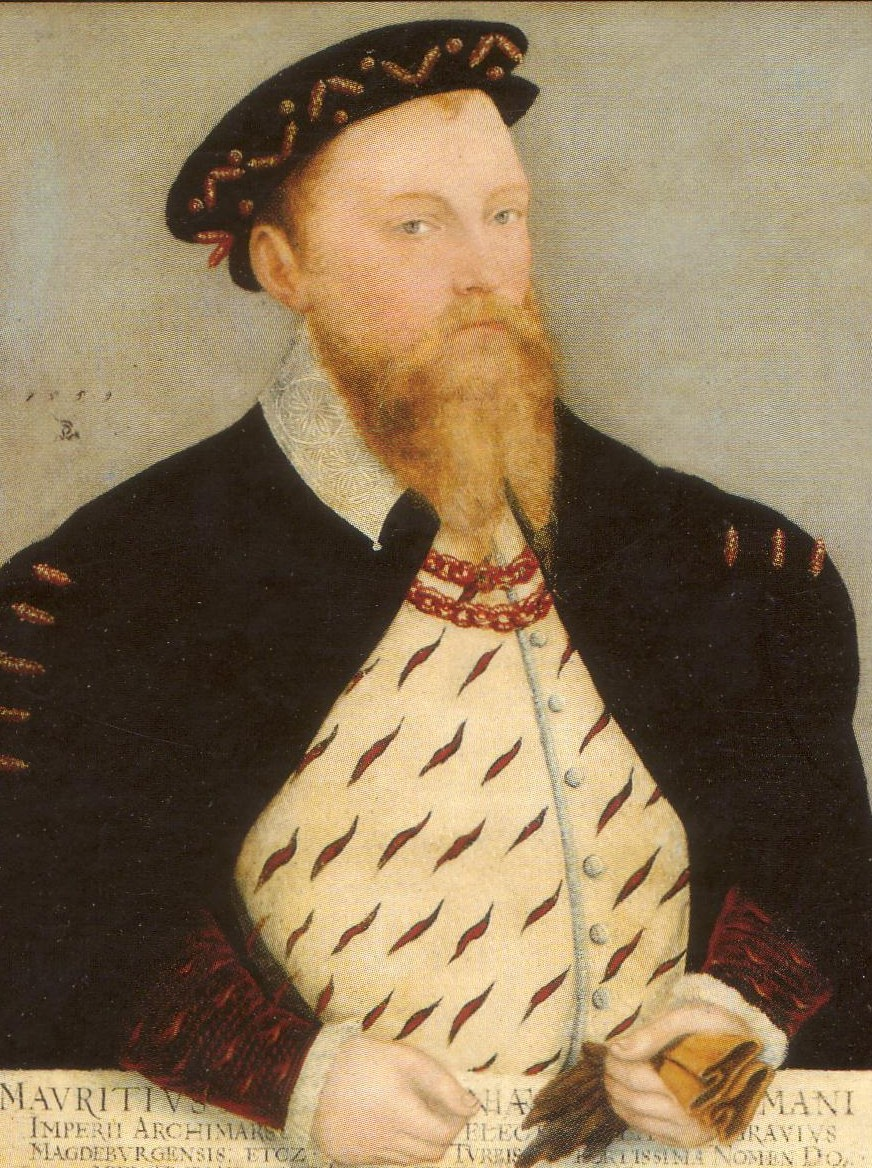
Portrait de Maurice de Saxe (1521-1553)
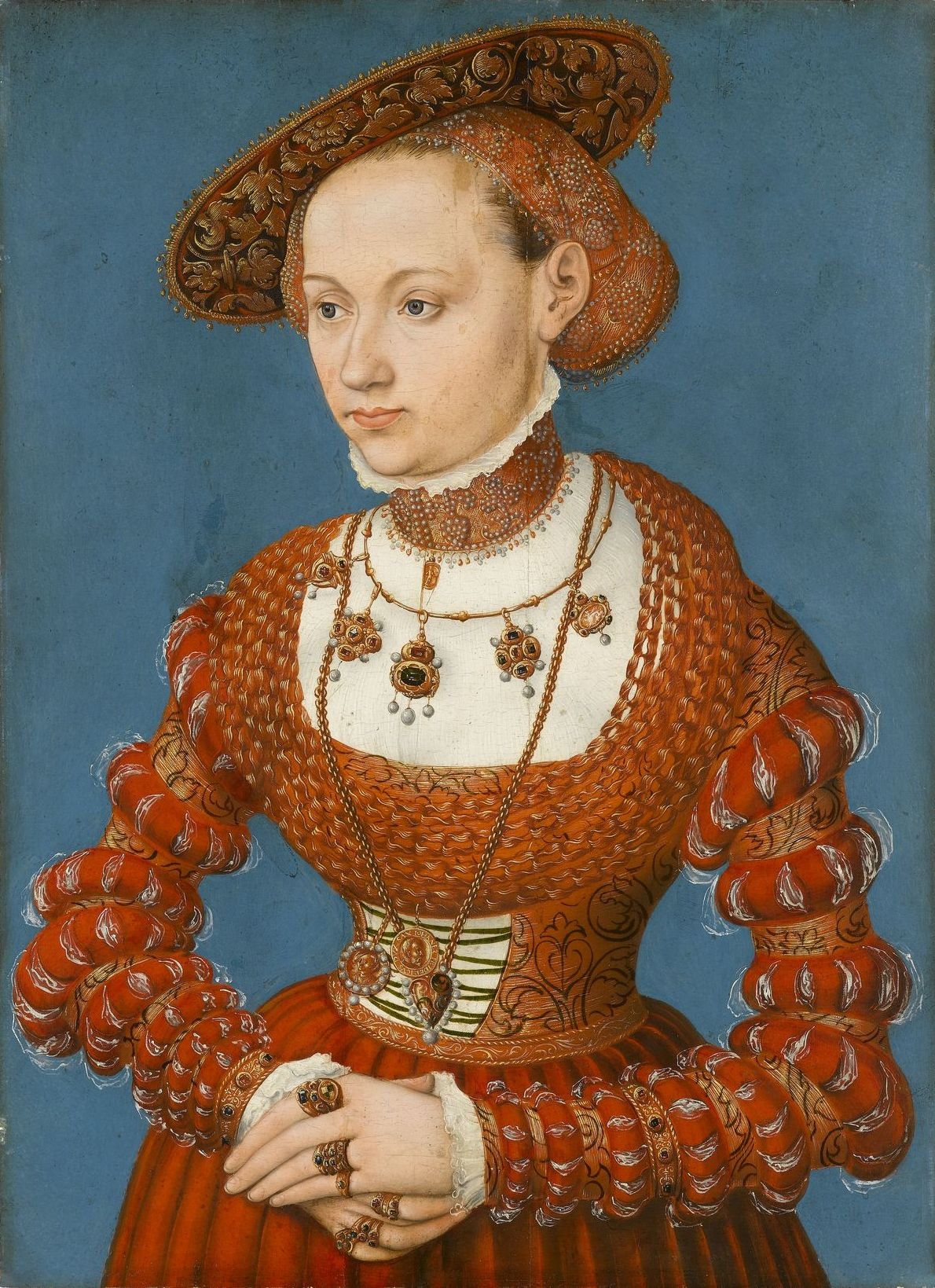
Portrait de Anna-von-Minckwitz 1543
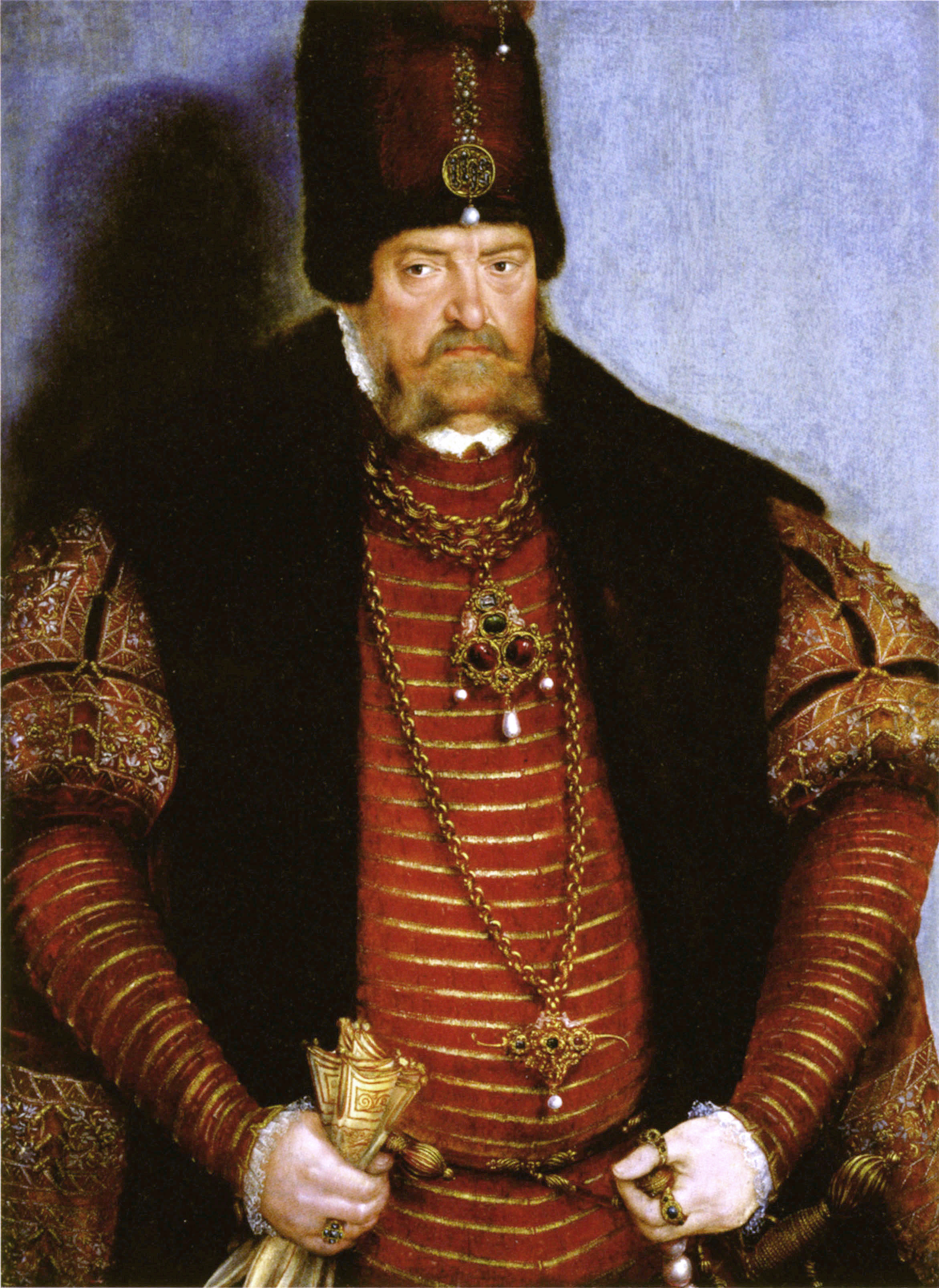
Portrait de Joachim II v. 1555
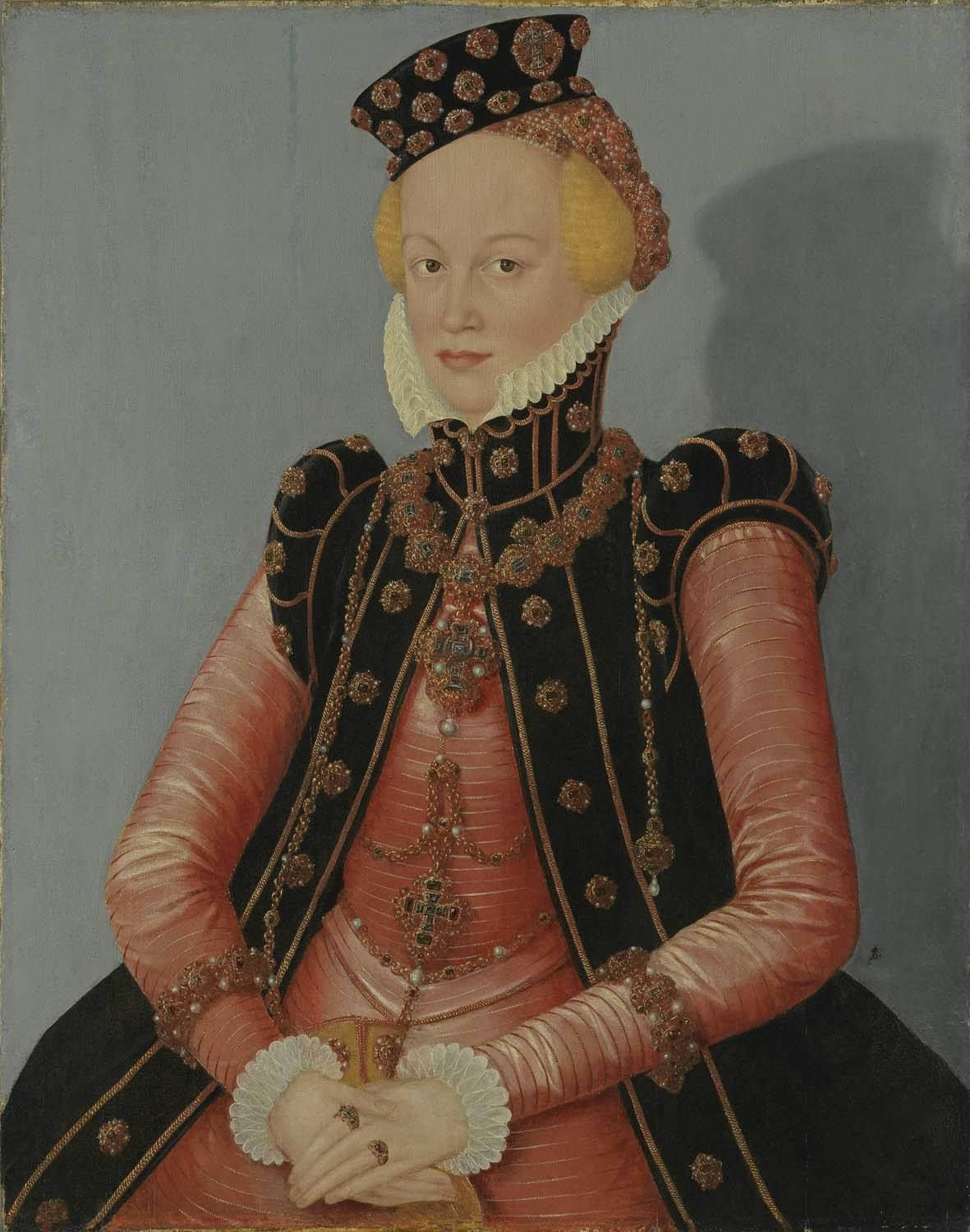
Portrait de Margarethe Elisabeth von Ansbach-Bayreuth à Munich 1579

## Œuvres

### 1535-1549

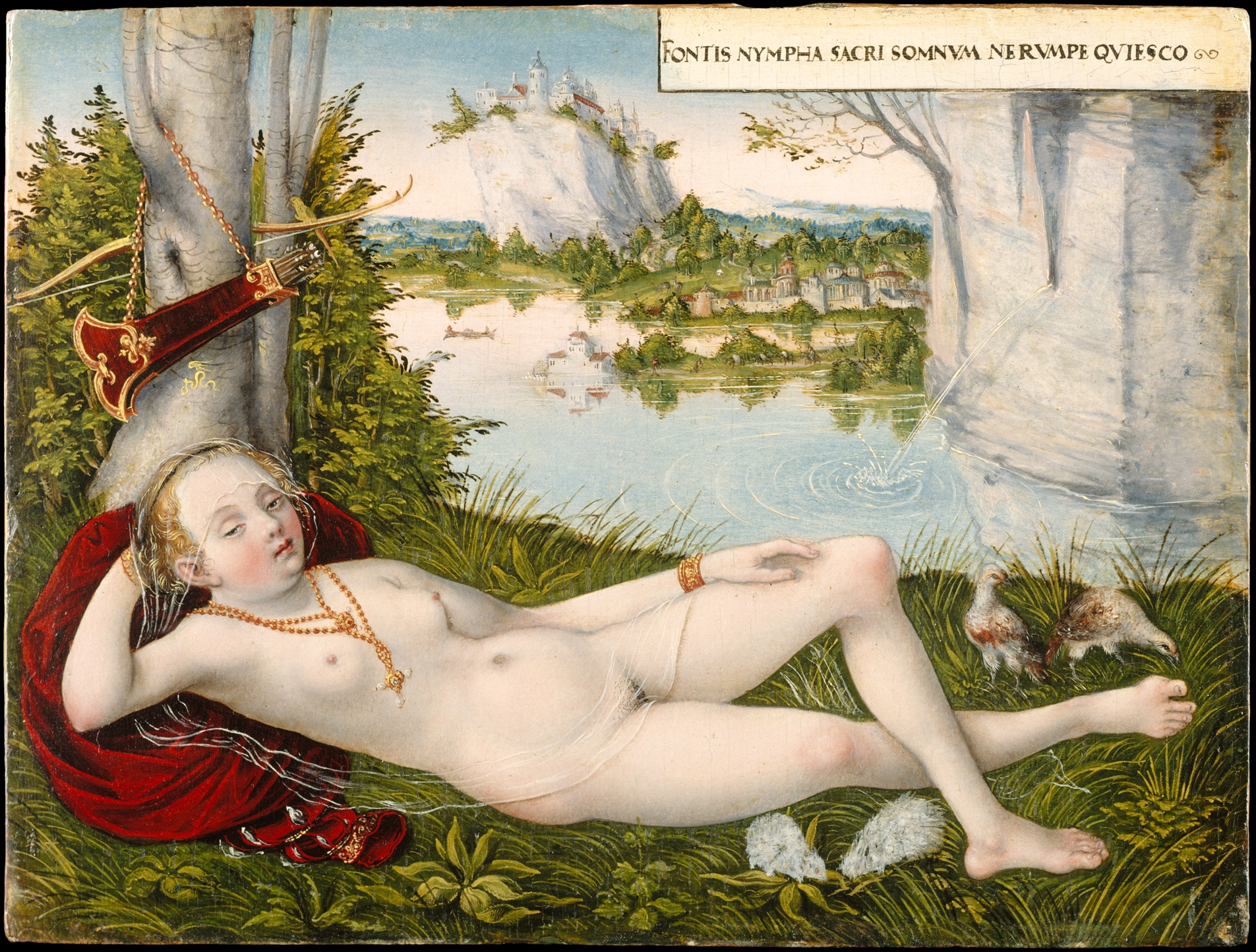
Nymphe du printemps (1545-1550)

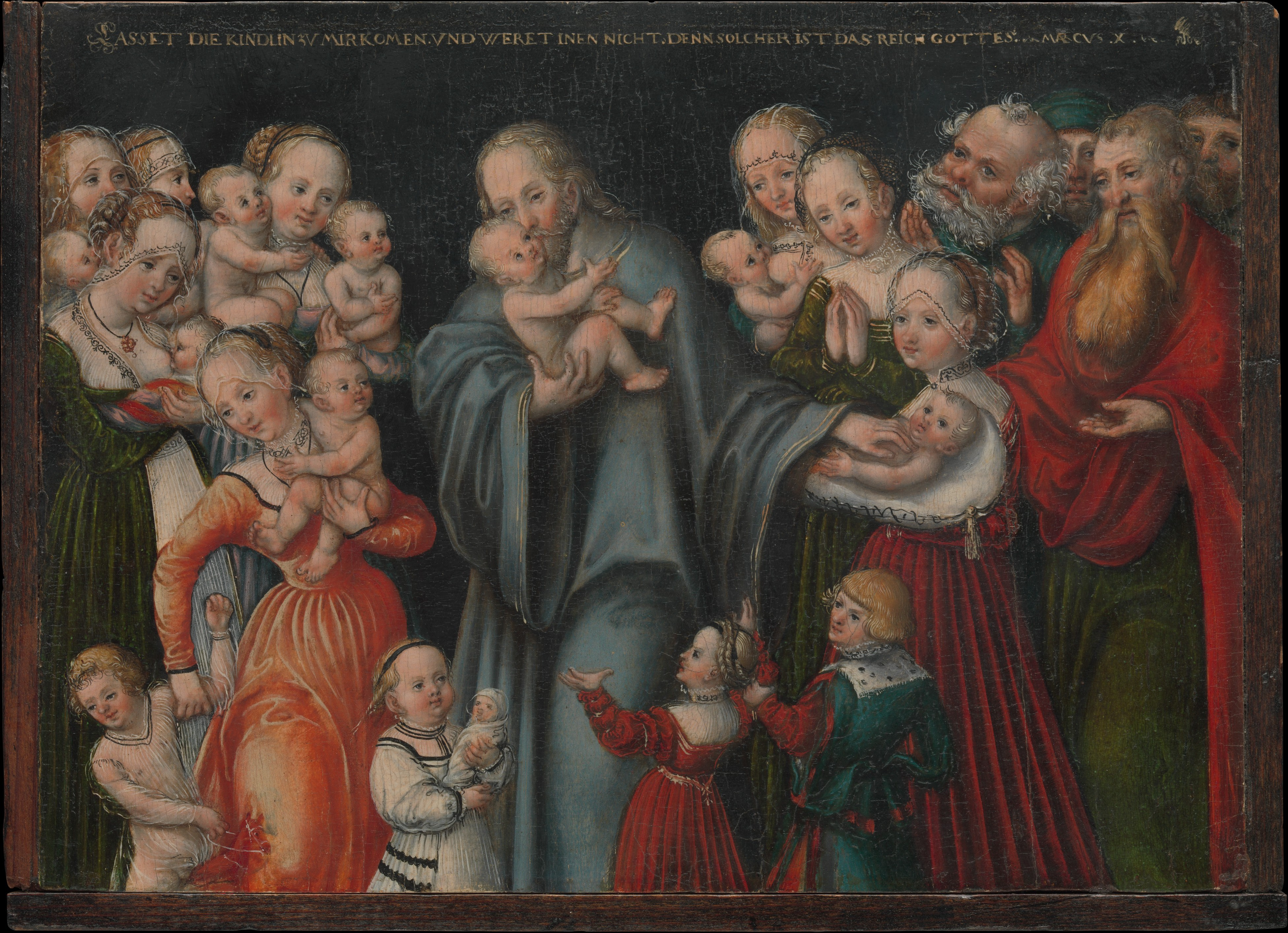
Christ bénissant les enfants

- Hercule et Omphale à Copenhague, 1535
- La Cour à la pêche et à la chasse à l'ours à Cleveland, 1540
- Charitas à Weimar, 1540
- Caspar von Minckwitz à Stuttgart, 1543
- Anna von Minckwitz à Stuttgart, 1543
- La Cour à la chasse au cerf, au sanglier et au renard à Madrid, 1544
- Le Sacrifice d'Élie à Leipzig, 1545
- Portrait d'un homme à San Francisco, 1545
- Portrait du duc Auguste de Saxe, v. 1545, détrempe sur papier vergé collé sur carton, 36 × 25 cm, Musée des beaux-arts de Reims[1]
- Nymphe du printemps, au Metropolitan Museum of Art de New York, entre 1545 et 1550
- Christ bénissant les enfants, au MET, entre 1545 et 1550
- Portrait d'un homme de 28 ans (probablement un autoportrait) à Varsovie, 1546
- La Vraie et la Fausse Église, dos de l'autel dans la grande église de Wittenberg, 1547
- La Montagne des vertus à Vienne, 1548
- La Conversion de Paul au Musée national germanique de Nuremberg, 1549
- La Prédication de saint Jean-Baptiste à Brunswick, 1549

### 1550-1559
- Lucas Cranach l'Ancien. - dans la Galerie des offices de Florence, 1550
- Hercule et les pygmées - dans la galerie de peinture de Dresde, 1551
- Hercule dormant et les pygmées - dans la galerie de peinture de Dresde, 1551
- Retable de Weimar, grande église de Weimar. Achèvement en 1555 d'une œuvre de Lucas Cranach l'Ancien commencée en 1552.
- Allégorie de la Rédemption - Épitaphe pour Jean Frédéric de Saxe et sa famille dans la Herderkirche[2] de Weimar, 1555
- Le Prince électeur Joachim II de Brandebourg pavillon de chasse Grunewald, Berlin 1555
- La Résurrection du Christ à Leipzig, 1557
- Le Ressuscité - Épitaphe pour Gregor von Lamberg dans l'église principale de Wittenberg, 1558
- La Résurrection de Lazare Épitaphe pour le maire Michael Meyenburg, Nordhausen, église Saint-Blaise, 1558
- Philipp Mélanchthon à Francfort-sur-le-Main, 1559

### 1560-1569

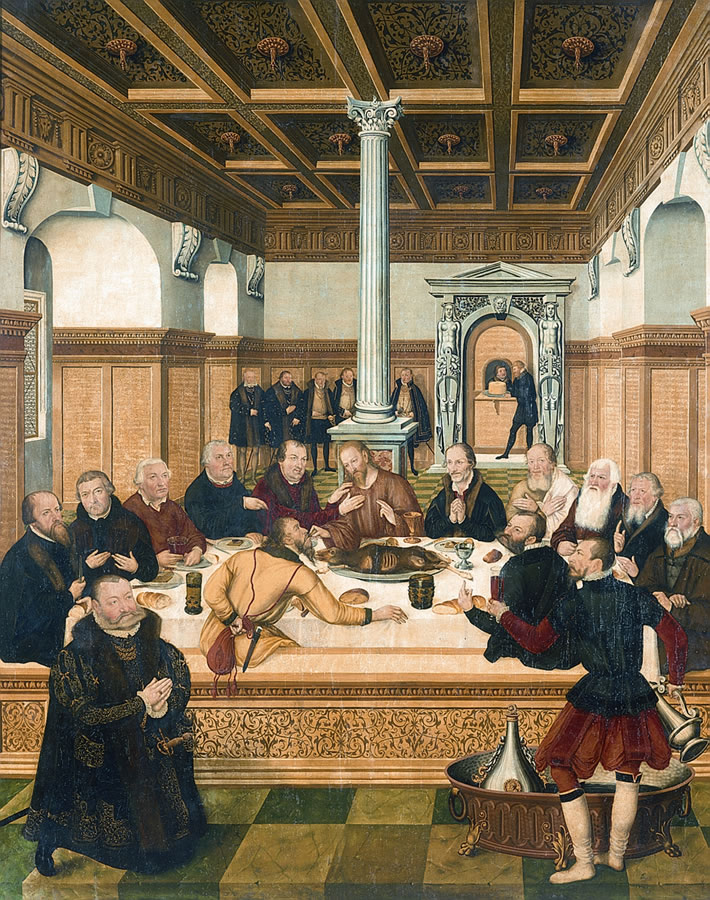
La Cène (1565).

- Le Baptême de Jésus Épitaphe pour Johannes Bugenhagen dans l'église principale de Wittenberg, 1560
- Peinture Joachim Ernest von Anhalt à Halle, 1563
- Peinture Agnès von Anhalt à Halle, 1563
- Portrait d'une dame de haut rang à Vienne, 1564
- L'Adoration des bergers Épitaphe de Noël pour Casper Niemegk dans l'église principale de Wittenberg, 1564
- Prince Alexandre de Saxe - dans la galerie de peinture de Dresde, 1564
- Princesse Élisabeth de Saxe - dans la galerie de peinture de Dresde, 1564
- Anne de Saxe, femme du prince électeur - dans la galerie de peinture de Dresde, 1564
- Margrave Georges Frédéric von Anspach-Bayreuth à Potsdam 1564
- Georges Frédéric de Brandenbourg-Ansbach à Berlin, 1564
- Prince-électeur Auguste de Saxe - dans la galerie de peinture de Dresde, 1565
- La Crucifixion du Christ épitaphe pour Sara Cracov dans l'église principale de Wittenberg, 1565
- La Cène épitaphe pour Joachim von Anhalt à Dessau, église Saint-Jean, 1565
- Portrait d'un homme de 44 ans à Prague 1566
- Portrait d'une femme de 32 ans à Prague, 1566
- La Vigne du Seigneur 'épitaphe pour Paul Eber dans l'église principale de Wittenberg, 1569
- Épitaphe pour Barthélemy Vogel dans l'église principale de Wittenberg, 1569

### 1570-1579
- Épitaphe pour „Agnes von Anhalt“ en l'église du monastère de Nienburg, 1570
- Le magrave Georg der Fromme von Brandenburg-Ansbach (sans chapeau) à Berlin, 1571
- Le magrave Georg der Fromme von Brandenburg-Ansbach (avec chapeau) à Berlin, 1571
- Les bons bergers, Der gute Hirte épitaphe au couple Drachstedt en l'église de Wittenberg, 1573
- La crucifixion, Die Kreuzigung Christi à Dresde, 1573
- Prière au Mont des Oliviers, Das Gebet am Ölberg épitaphe à Anna Hetzner en l'église de Wittenberg, prêt de l'église de Dietrichsdorf, 1575
- L'électeur Johann Friedrich en armure de bataille de Mühlberg à Berlin, 1578
- L'électeur Johann Friedrich en habit de tous les jours, Berlin, 1578
- Margarethe Elisabeth von Ansbach-Bayreuth à Munich, 1579

### Après 1580

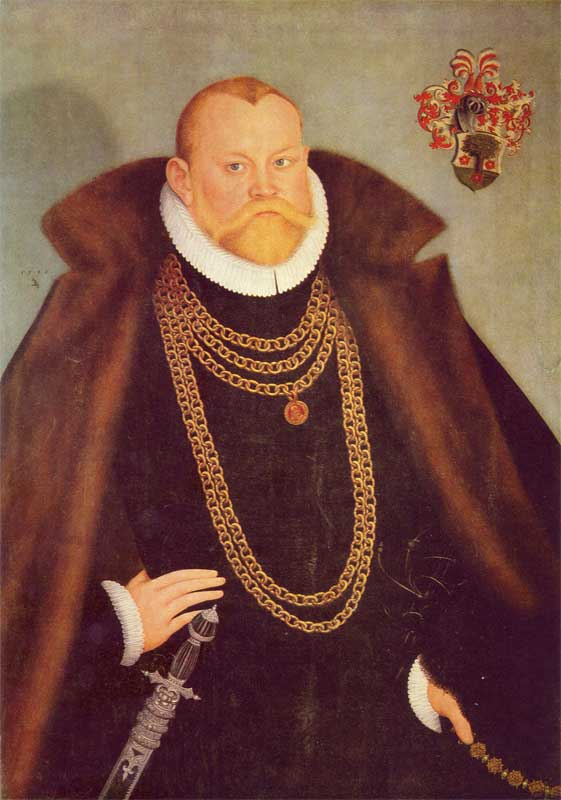
Hans von Lindau

- La résurrection du Christ, „Die Auferstehung Christi“ - épitaphe à Michael Teubner(?) à Kreuzlingen, 1580
- „Erich Volkmar von Berlepsch“ à Klein Urleben, 1580
- „Lucretia von Berlepsch“ à Klein Urleben, 1580
- „Hans von Lindau“ à Ottendorf, 1581
- Le vignoble, „Der Weinberg“ , autel à Salzwedel, 1582
- La crucifixion du Christ, Die Kreuzigung Christi de Colditz autel à Nuremberg, 1584
- L'éblouissement de Paul, Blendung des Paulus épitaphe à Veit Oertel en l'église de Wittenberg, 1586
- Vénus et l'Amour, Venus und Amor à la Pinacothèque de Munich
- Elias et le prêtre de Baal, Elias und Baalpriester, Dresde
- Loth et ses filles, Looth und seine Töchter
- Flutte du péché, Sinnflut
- L'autel Schneeberger, Der Schneeberger Altar à l'église St. Wolfgang de Schneeberg
- Retable , Altarretabel en la chapelle du château d'Augustusburg.

## Influence
Le Portrait de Margarethe Elisabeth von Ansbach-Bayreuth à Munich peint en 1579 par Cranach le Jeune inspira une peinture de Picasso, Portrait de Jeune Fille, d'après Cranach le Jeune (1958)